# Hnojné
Hnojné (ungarisch Hanajna) ist eine Gemeinde im Osten der Slowakei mit 243 Einwohnern (Stand 31. Dezember 2024), die zum Okres Michalovce, einem Teil des Košický kraj, gehört und in der traditionellen Landschaft Zemplín liegt.

## Geographie

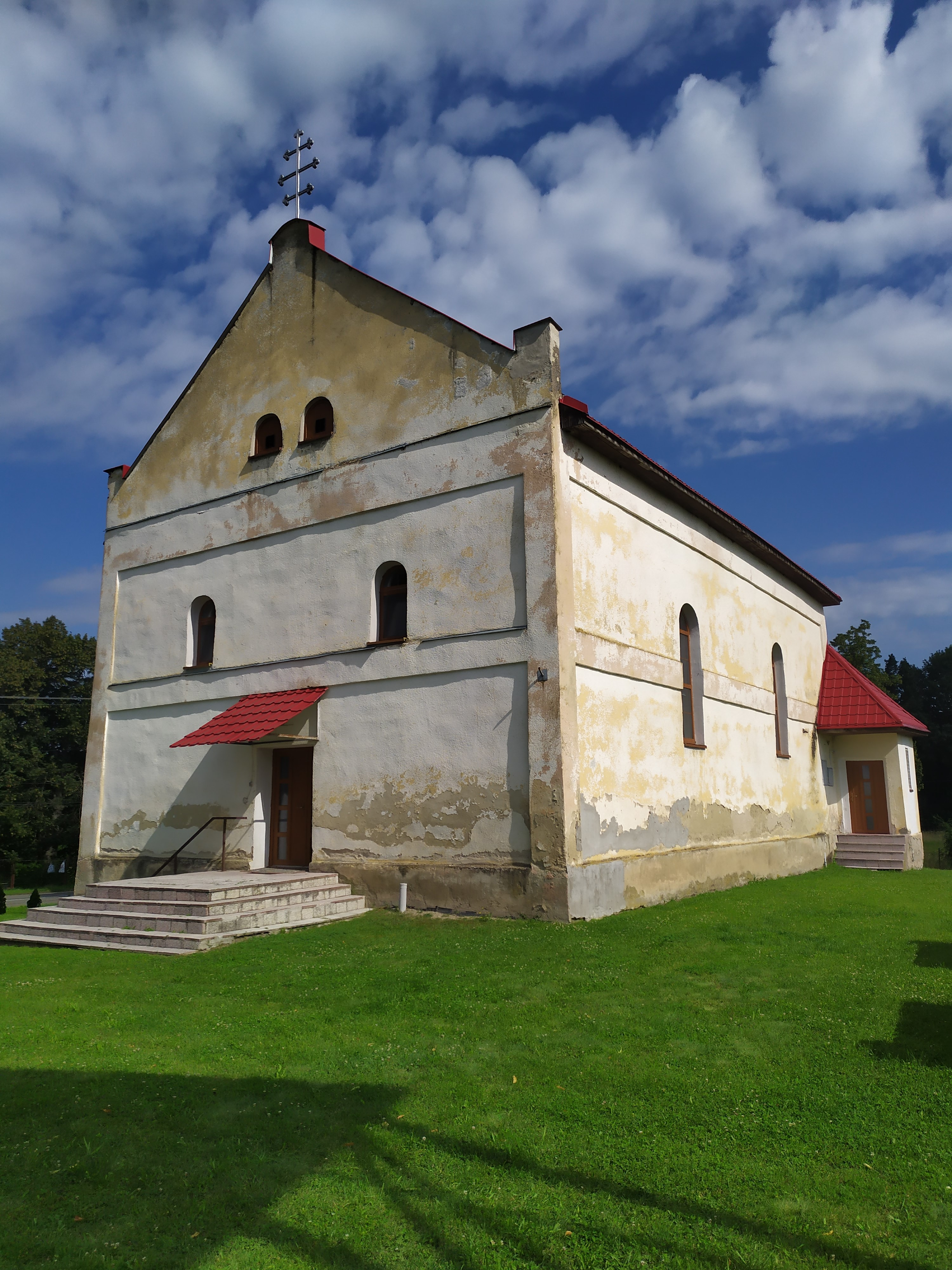
Kirche in Hnojné

Die Gemeinde befindet sich in der Ostslowakischen Ebene im Ostslowakischen Tiefland, südöstlich des Stausees Zemplínska šírava. Das Ortszentrum liegt auf einer Höhe von 120 m n.m. und ist neuneinhalb Kilometer von Sobrance sowie 14 Kilometer von Michalovce entfernt.
Nachbargemeinden sind Jovsa im Norden, Úbrež im Nordosten, Fekišovce im Osten und Südosten, Závadka im Süden und Südwesten, Lúčky im Westen und Klokočov und Kusín im Nordwesten.

## Geschichte
Hnojné wurde zum ersten Mal 1390 als Hnoyna schriftlich erwähnt, weitere historische Bezeichnungen sind unter anderen Hnoyna an Rewche (1419) und Hnojná (1808). Das Dorf war Teil der Herrschaft von Großmichel und Jasenov. Im frühen 18. Jahrhundert war Hnojné völlig unbewohnt.
1715 gab es nur einen Haushalt. 1828 zählte man 22 Häuser und 209 Einwohner, die als Landwirte und Arbeiter in der örtlichen Säge tätig waren. Im 20. Jahrhundert besaß die Familie Sztáray die Ortsgüter.
Bis 1918/1919 gehörte der im Komitat Ung liegende Ort zum Königreich Ungarn und kam danach zur Tschechoslowakei beziehungsweise heute Slowakei. Nach 1918 verblieb die Bevölkerung bei traditionellen Einnahmequellen. Während des Zweiten Weltkriegs wurde die Säge zerstört. Nach dem Zweiten Weltkrieg wurde die örtliche Einheitliche landwirtschaftliche Genossenschaft (Abk. JRD) im Jahr 1958 gegründet, ein Teil der Einwohner pendelte zur Arbeit in Industriebetriebe in Michalovce, Strážske und Košice (vor allem in den Ostslowakischen Stahlwerken).

## Bevölkerung
| Jahr                | 1994 | 2004     | 2014    | 2024     |
| ------------------- | ---- | -------- | ------- | -------- |
| Anzahl der Personen | 175  | 242      | 218     | 243      |
| Unterschied         |      | +38,28 % | −9,91 % | +11,46 % |

| Jahr                | 2023 | 2024    |
| ------------------- | ---- | ------- |
| Anzahl der Personen | 251  | 243     |
| Unterschied         |      | −3,18 % |

Nach der Volkszählung 2011 wohnten in Hnojné 237 Einwohner, davon 211 Slowaken, neun Roma und ein Deutscher. 16 Einwohner machten keine Angabe zur Ethnie.
94 Einwohner bekannten sich zur griechisch-katholischen Kirche, 81 Einwohner zur römisch-katholischen Kirche, 35 Einwohner zur orthodoxen Kirche sowie jeweils ein Einwohner zu den Zeugen Jehovas und zur Evangelischen Kirche A. B. Neun Einwohner waren konfessionslos und bei 16 Einwohnern wurde die Konfession nicht ermittelt.

## Bauwerke und Denkmäler
- griechisch-katholische Kirche Verklärung des Herrn[6]

## Verkehr
Durch Hnojné passiert die Cesta III. triedy 3743 („Straße 3. Ordnung“) von Jovsa nach Závadka, wo die Straße sich mit der Cesta I. triedy 19 („Straße 1. Ordnung“) zwischen Michalovce und Sobrance  kreuzt, sowie weiter nach Blatná Polianka und Kristy. Der nächste Bahnanschluss ist in Michalovce an der Bahnstrecke Michaľany–Łupków.